# 头盖玉蟹
头盖玉蟹（学名：Leucosia craniolaris）为玉蟹科玉蟹属的动物。分布于日本、澳大利亚、加里曼丹、印度尼西亚、新加坡、泰国湾、印度、斯里兰卡、台湾岛以及中国大陆的广西、广东等地，生活环境为海水，常生活于水深约20-80米深的软沙底。